# Alexandra Exter

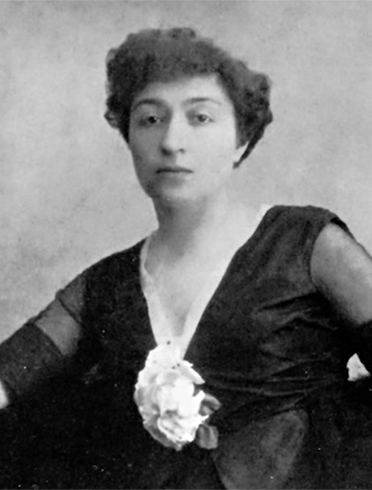
Alexandra Exter, 1915

Alexandra Alexandrowna Exter (Ekster), geborene Alexandra Grigorowitsch, russ.: Алекса́ндра Алекса́ндровна Эксте́р (ukrainisch Олександра Олександрівна Екстер; * 6. Januarjul. / 18. Januar 1882greg. in Belostok, Russisches Kaiserreich (heute Polen); † 17. März 1949 in Fontenay-aux-Roses bei Paris) war eine russisch-französische Malerin der ukrainischen Avantgarde, die auch an Kunsthochschulen unterrichtete. Die vielseitige Künstlerin lebte seit 1907 bis zu ihrem Tod in Paris, kriegsbedingt mit einer Unterbrechung von 1914 bis 1924. Neben Malerei, Wandmalerei, Bühnenbild, Textilkunst, Ballett-, Film- und Bühnenkostümen, Marionetten und Skulpturen arbeitete sie als Kalligrafin im Bereich Buchillustration. Ihre Kunst ist vom Suprematismus, Symbolismus und Futurismus beeinflusst.

## Herkunft und Ausbildung
Bald nach ihrer Geburt zogen ihre Eltern – ihr Vater war russischer Jude, die Mutter Griechin – nach Kiew. Sie absolvierte das St. Olga-Gymnasium und die Kiewer Kunstschule, an der sie von 1901 bis 1903 und 1906 zusammen mit Alexander Bogomazow und Alexander Archipenko studierte. Zu ihren Lehrern gehörten Mykola Pymonenko und Serhij Switoslawskyj. Ihr erster Ehemann, ein deutscher Rechtsanwalt aus Kiew, Nikolai E. Exter, gehörte der kulturellen und intellektuellen Elite Kiews an.

## Leben  und Werk
Formal unterscheidet sich ihr Werk von dem anderer Künstlerinnen der russischen Avantgarde. Exters Umgang mit der Farbe erinnert eher an Sonia Delaunay. Einflüsse des Suprematismus sind bei ihr offenkundig, doch sie orientierte sich am Westen und war weniger vom russischen Primitivismus als von der europäischen Art déco und dem Symbolismus geprägt.
Mit der symbolistischen Künstlergruppe Blaue Rose stellte sie 1907 in Moskau aus und beteiligte sich an weiteren Ausstellungen in Russland. Danach folgten regelmäßige Studienreisen nach Paris, verbunden mit dem Besuch der Académie de la Grande Chaumière, sowie nach Rom.
Als sie 1907 für einige Monate nach Paris ging, besuchte sie die „Akademien“ (freien Ateliers) von Montparnasse, insbesondere das Atelier von Carlo Delvall in der Grande Chaumière. 1910 mietete sie dauerhaft ein Atelier in der Rue Boissonade 10 mitten im Herzen von Montparnasse. Während ihrer ersten Zeit in Paris (1910–1914) war sie angezogen von der Aussicht auf eine neue dekorative Kunst auf der Grundlage kubofuturistischer Prinzipien. Nach einer kubistischen Periode zwischen 1910 und 1912 bezog sie die Prinzipien der futuristischen Dynamik in ihre Arbeit ein. Sie beteiligte sich stark an modernistischen Aktivitäten, in den Salons der Société des Artistes Indépendants und in der Ausstellung Section d’Or (Herbst 1912), die den Kubofuturismus aus dem engen „geometrischen“ Rahmen befreite, in den antimodernistische Kritiker den aufkeimenden Kubismus eingeordnet hatten. Sie besuchte Constantin Brâncuși und Alexander Archipenko in ihren Ateliers. Inspiriert von Kasimir Malewitsch revolutionärem suprematistischen Werk, an dem sie im Herbst 1915 aktiv beteiligt war, und dies vor allen ihren „nicht-objektivistischen“ Genossen (der Begriff wurde erstmals 1915 in Moskau in Bezug auf die in Moskau ausgestellten Gemälde von Exter verwendet), entwickelte sie dennoch zwischen 1916 und 1918 eine Sprache abstrakter Formen und eine Logik kompositorischer Strukturen, die frei von der bedingungslos autonomen Ästhetik des Suprematismus waren. Sie besuchte häufig Pariser Salons, den von Elisabeth Epstein, einer russischen Schülerin von Matisse und Freundin von Kandinsky und Robert Delaunay, sowie den des Malers und Dekorateurs Serge Férat (Pseudonym des Grafen Sergei Nikolajewitsch Jastrebsow, auch Roudniev), der 1911 mit seinem Freund Apollinaire und seiner Cousine Baroness Hélène Oettingen die künstlerische, avantgardistische, literarische Zeitschrift Les Soirées de Paris kaufte, die Apollinaire mit vier Freunden – André Billy, René Dalize, André Salmon und André Tudesq – herausgab. Die letzte Auflage erschien im August 1914 (Beginn des Ersten Weltkriegs).

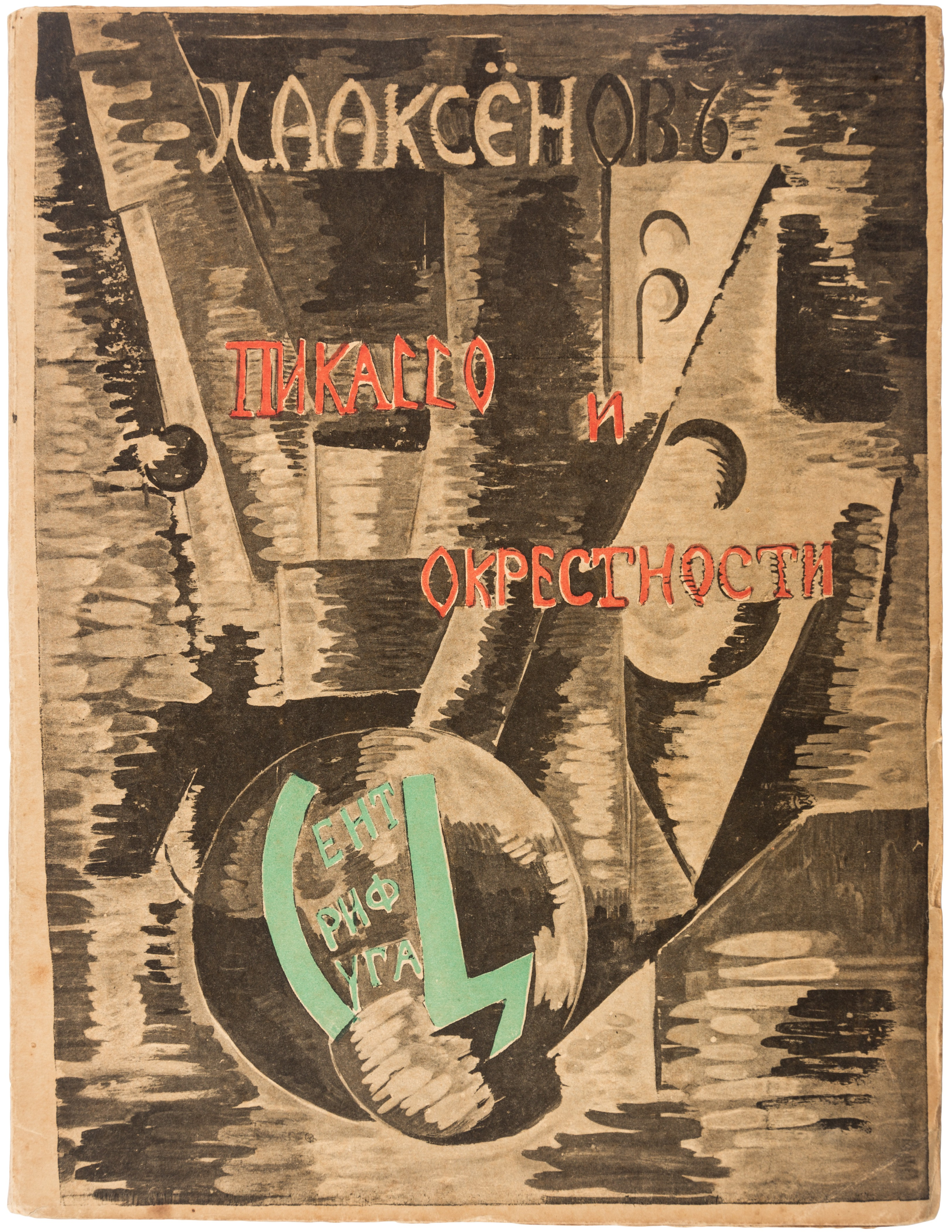
Alexandra Exter, Illustration für den Essay Picasso I Okrestnosti (Picasso und seine Umgebung), Moskau, Tsentrifuga (Titelblatt) 1917

Dem jungen Kunstkritiker Iwan Aksenow half sie 1914, seinen Essay über den Kubismus Picasso I okrestnosti (Picasso und seine Umgebung) zu schreiben, der 1917 in Moskau mit einer Titelillustration von Exter veröffentlicht wurde (Tsentrifuga, mit zwölf Schabkunst-Stichen nach Gemälden der Meister). Für viele Jahrzehnte weitgehend vergessen, war dieser Essay nicht nur einer der ersten kritischen Texte zum Kubismus seiner Zeit, sondern auch die erste Veröffentlichung mit Picassos Namen im Titel. Exter war der Ursprung der ersten Ausstellungen moderner dekorativer Kunst (Moskau 1915 und 1917).
Ihre Beziehung zu Robert und Sonia Delaunay eröffnete ihr weitere künstlerische und gesellschaftliche Perspektiven; durch sie lernte sie den Kubistensammler und Kunsthistoriker Wilhelm Uhde und den Berliner Galeristen Herwarth Walden kennen, einen glühenden Verfechter der Delaunays und der gewagtesten neuen europäischen Malerei. Durch diese Beziehungen lernte sie auch den Kunstkritiker und Futuristen Ardengo Soffici kennen, mit dem sie während der Jahre der Zeitschrift „Soirées de Paris“ eine Liebesbeziehung hatte.
Als Exter in Paris lebte und arbeitete, beteiligte sie sich weiterhin an den Aktivitäten der russischen Avantgarde. Als Mitglied des St. Petersburger Jugendverbandes und der Moskauer Karo-Bube-Gruppe nahm sie von 1910 bis 1917 an den Jahresausstellungen beider Organisationen teil.
In Pariser Kreisen war sie gut vernetzt, Dawid Burljuk hatte sie bereits 1910 um ihre Mitarbeit als Vermittler für Henri Le Fauconnier im Hinblick auf die Organisation einer „russischen Sektion“ im Salon des Indépendants gebeten. Ihre Kunst wurde in den Kreisen der Pariser Moderne so geschätzt, dass Herwarth Walden ihr Ende Frühjahr 1914 vorschlug, eine Ausstellung in seiner Berliner Galerie Der Sturm zu organisieren. Der Ausbruch des Krieges durchkreuzte diese Pläne, jedoch war Exter zusammen mit mehreren russischen Künstlern im selben Frühjahr auf der Internationalen Ausstellung futuristischer Maler und Bildhauer in der Galerie Sprovieri in Rom zu sehen. Picasso und Braque machten sie bekannt mit der Schriftstellerin und Sammlerin für moderne Kunst, Gertrude Stein. Über die Künstlerkolonie La Ruche lernte sie Marc Chagall, in Italien den Futuristen Marinetti kennen. Seither war sie mit Fernand Léger befreundet, den sie fortwährend über die Entwicklung der russischen Avantgarde informierte. Bis zum Beginn des Ersten Weltkriegs 1914 hielt sie sich wahlweise in Kiew, Moskau, Paris und Italien auf.

### Zurück in Russland 1914
Der Erste Weltkrieg unterbrach ihre Pläne im Westen. Für die nächsten zehn Jahre saß Exter in Russland fest. 
Die ukrainische Volkskunst war für Exter eine wichtige Inspirationsquelle, und so war die Künstlerin unter anderem Kulturförderin der Stickereiwerkstatt in der Werbiwka nahe Tscherkassy. 1916 begann sie mit dem Ensemble von Tairow mit der Arbeit für das Theater (bis 1921). Zurück in Kiew eröffnete sie 1917 ein Atelier, aus dem viele Künstler hervorgingen, und beschäftigte sich mit Textilentwürfen. Für zwei Jahre wurde ihr Atelier das Zentrum der Avantgarde-Kunst der Stadt; Schriftsteller, Dichter, Musiker und Tänzer kamen und debattierten. Fast alle Mitglieder der Kunstsektion der Kulturliga sind durch ihr Atelier an der Ecke Funduklei-Straße und Gymnasium Straße gegangen. El Lissitzky, Gregor Rabinovitch, Ilia Ehrenburg, dessen Frau Vera Kosinzewa eine Schülerin von Exter war, deren Bruder, der spätere Filmemacher Grigori Kosinzew, und der polnische Komponist Karol Szymanowski gehörten zu denen, die Zeit in ihrem Atelier verbrachten. Die Tänzerin Bronislava Nijinska bot Exter an, für eine Aufführung zu arbeiten, die sie in Kiew und anderswo gab. In den Jahren 1915 bis 1916 nahm Exter an der Ausstellung Tramway V und 1921 an der Ausstellung 5x5 = 25 in Moskau teil.
Auf der Flucht vor dem Bürgerkrieg in Kiew zog Exter 1919 für mehrere Monate nach Odessa, wo sie vergebens auf Emigration hoffte, wie auch viele ihrer Freunde. Im gleichen Jahr schmückte sie für die Feiertage der Revolution zusammen mit Kliment Red'ko und Nina Genke-Meller die Straßen und Plätze von Kiew und Odessa in einem abstrakten Stil. Die Erste Russische Kunstausstellung Berlin 1922 zeigte ihre Gemälde Stadt, Venedig, Gegenstandslos sowie elf Kostümskizzen für das Moskauer Kammertheater, sechs Dekorationsskizzen und ein Theaterdekorationsmodell für Prokofjews Romeo und Julia. Von 1921 bis 1922 gab sie Unterricht an der Kunsthochschule WChUTEMAS in Moskau. 1923 stellte sie in Paris gemeinsam mit Jakulow, Wesnin und anderen ihre Arbeiten für das Moskauer Kammertheater aus.

### Zurück in Paris 1924
Nach der Gründung der Sowjetunion 1922 und Lenins Tod emigrierte Exter 1924 mit ihrem Mann nach Frankreich. Sie wohnte wieder in Paris, entwarf Ballettkostüme und unterrichtete von 1926 bis 1930 an der Académie Moderne von Fernand Léger. Ab 1928 bis zu ihrem Tod wohnte sie in Fontenay-aux-Roses. Neben ihrer Tätigkeit am Theater, für Ballett und Film hatte sie Einzelausstellungen u. a. 1927 mit 66 Arbeiten in der Berliner Galerie „Der Sturm“, in Paris (1929) und Prag (1937).
Ihre „konstruktive“ Originalität und die Vielfalt ihrer Bildfindungen waren damals beispiellos.
Bei einer „konstruktivistischen“ Ausstellung in der Tate Gallery in London „hors catalogue“ wurde Exters Werk neben Rodtschenko und Popowa aufgenommen. Beide Künstler gaben seit Jahrzehnten den Ton an für formalistische Klassifikationen, wenn nicht bereits für Postmodernisten. Der Verlust vieler ihrer Gemälde, die sie 1917 im Haus ihres ehemaligen Schwiegervaters, in dem sie ein Atelier hatte, zurücklassen musste, war ein weiteres Hindernis für die Anerkennung der Bedeutung ihrer künstlerischen Arbeit.

## Galerie

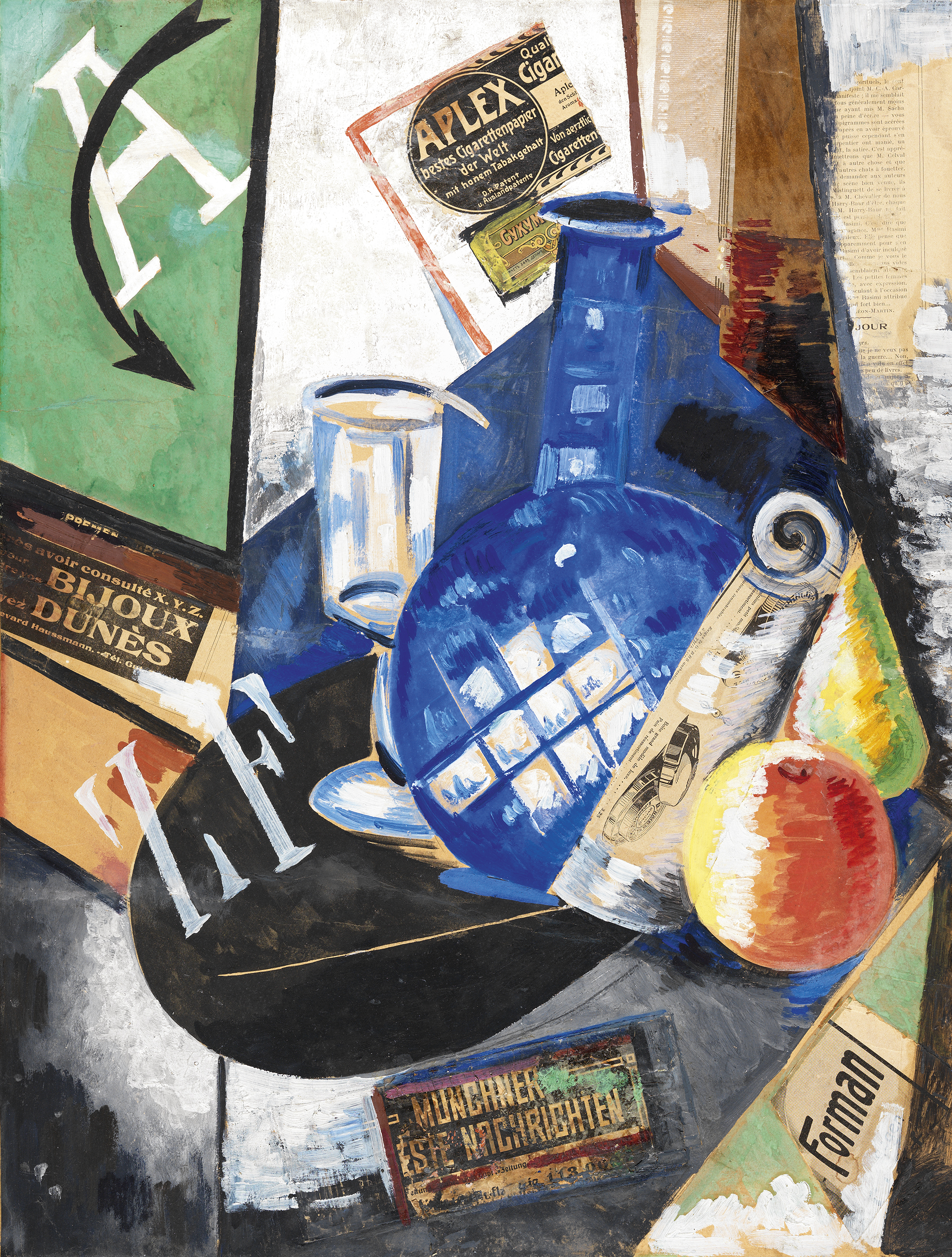
Stillleben 1913
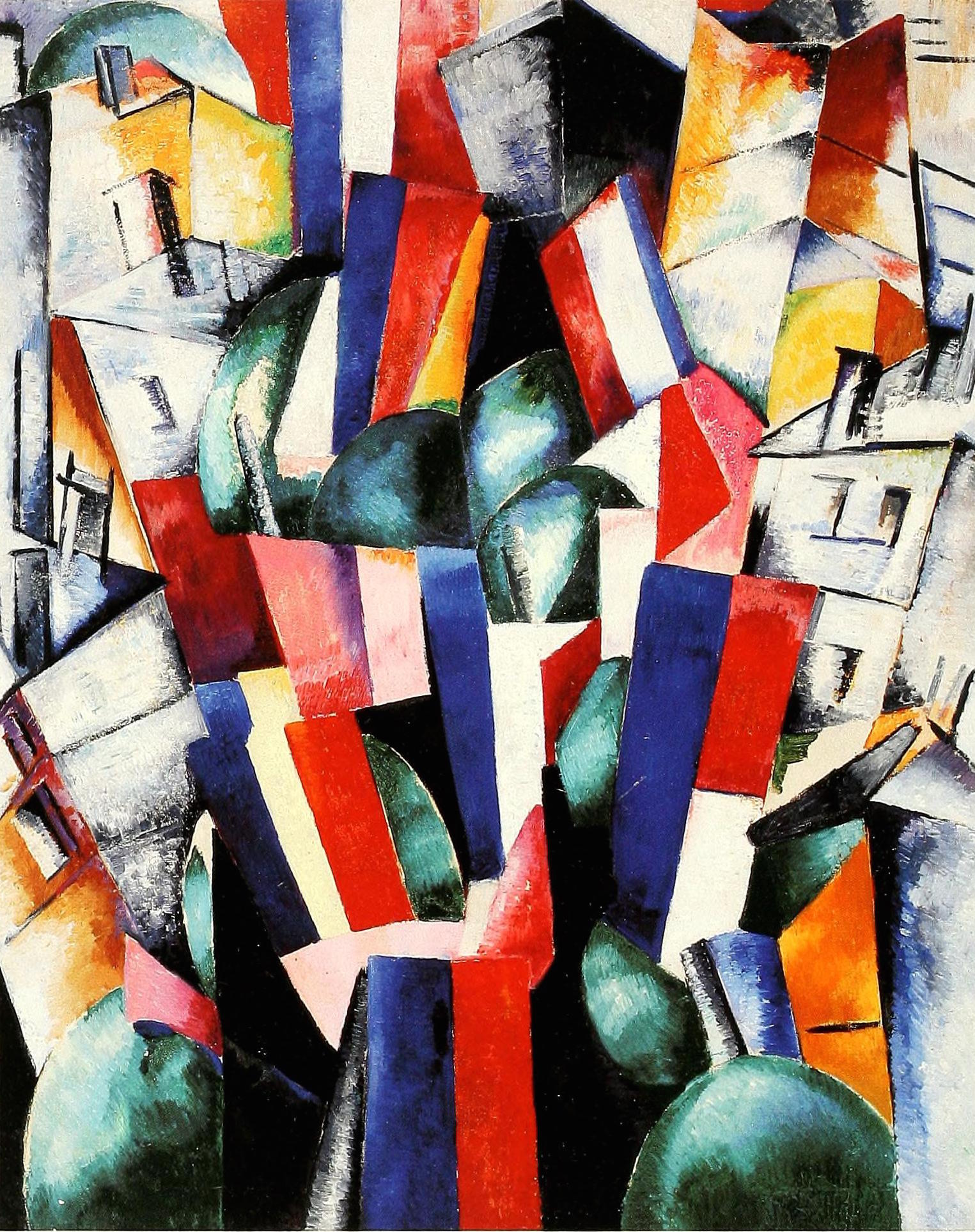
Stadt 1913
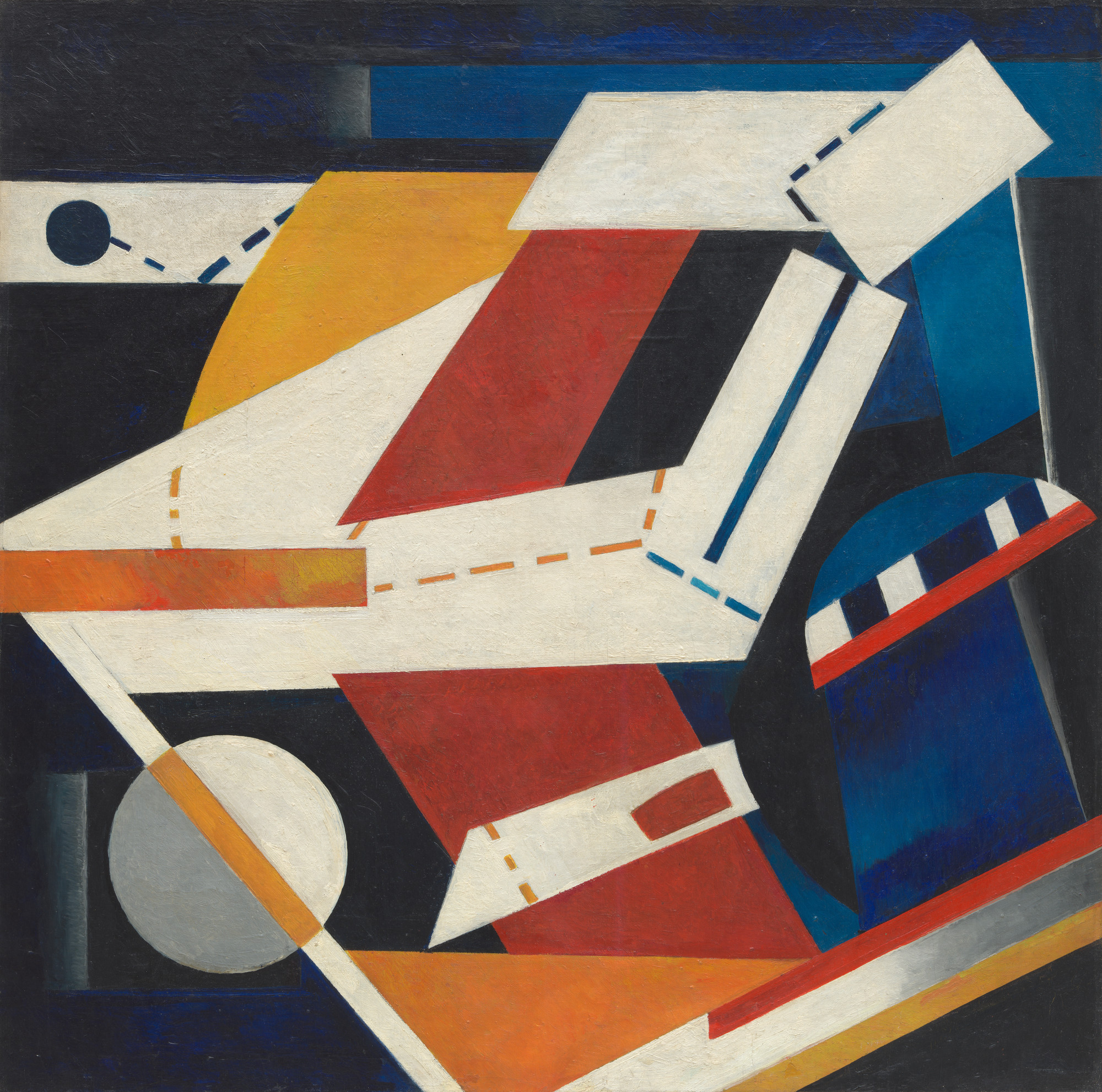
Konstruktion 1913
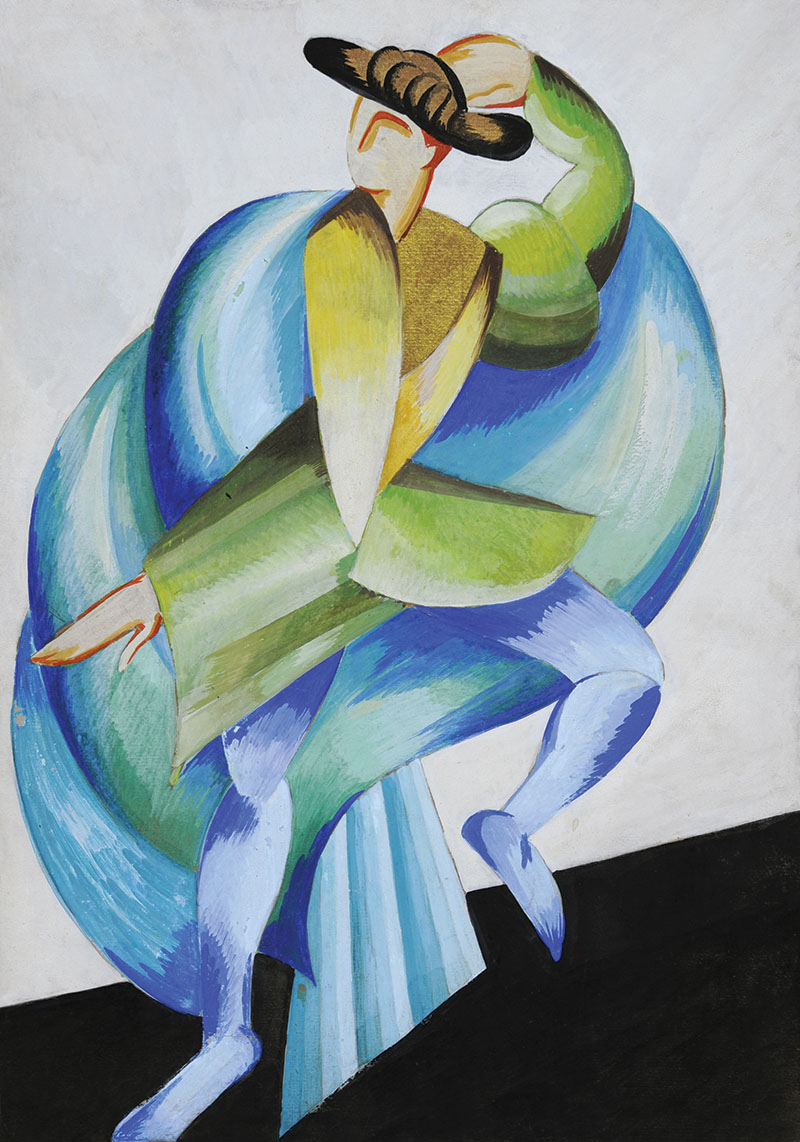
Kavaler 1913
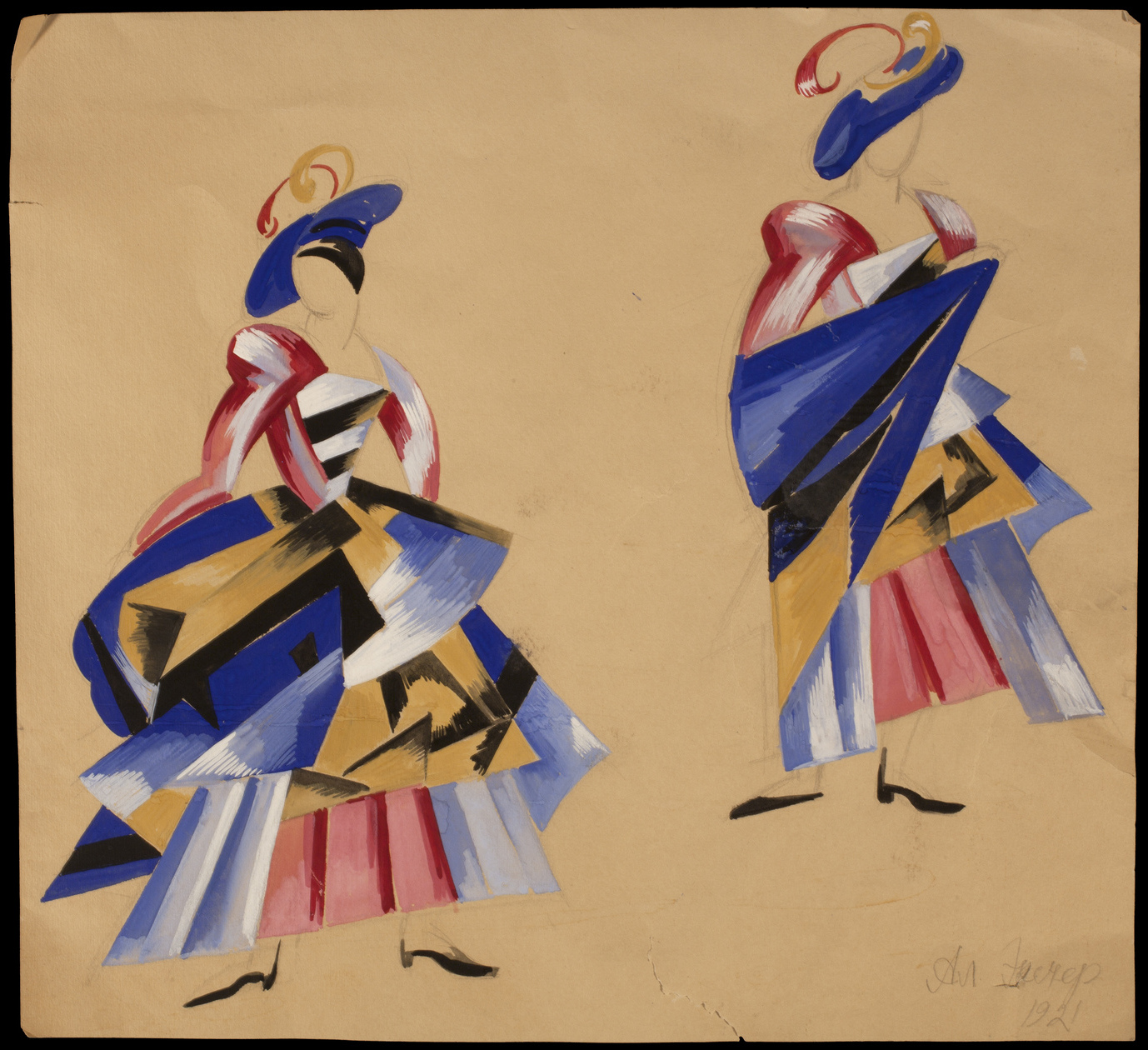
Kostümentwurf Romeo und Julia 1921
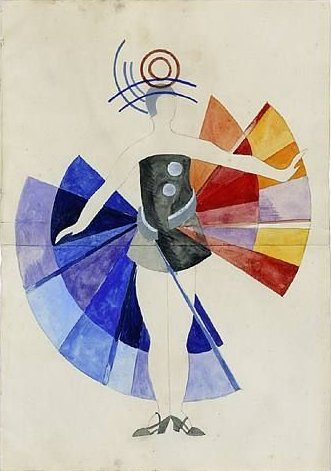
Skizze für den Film Aelita 1924
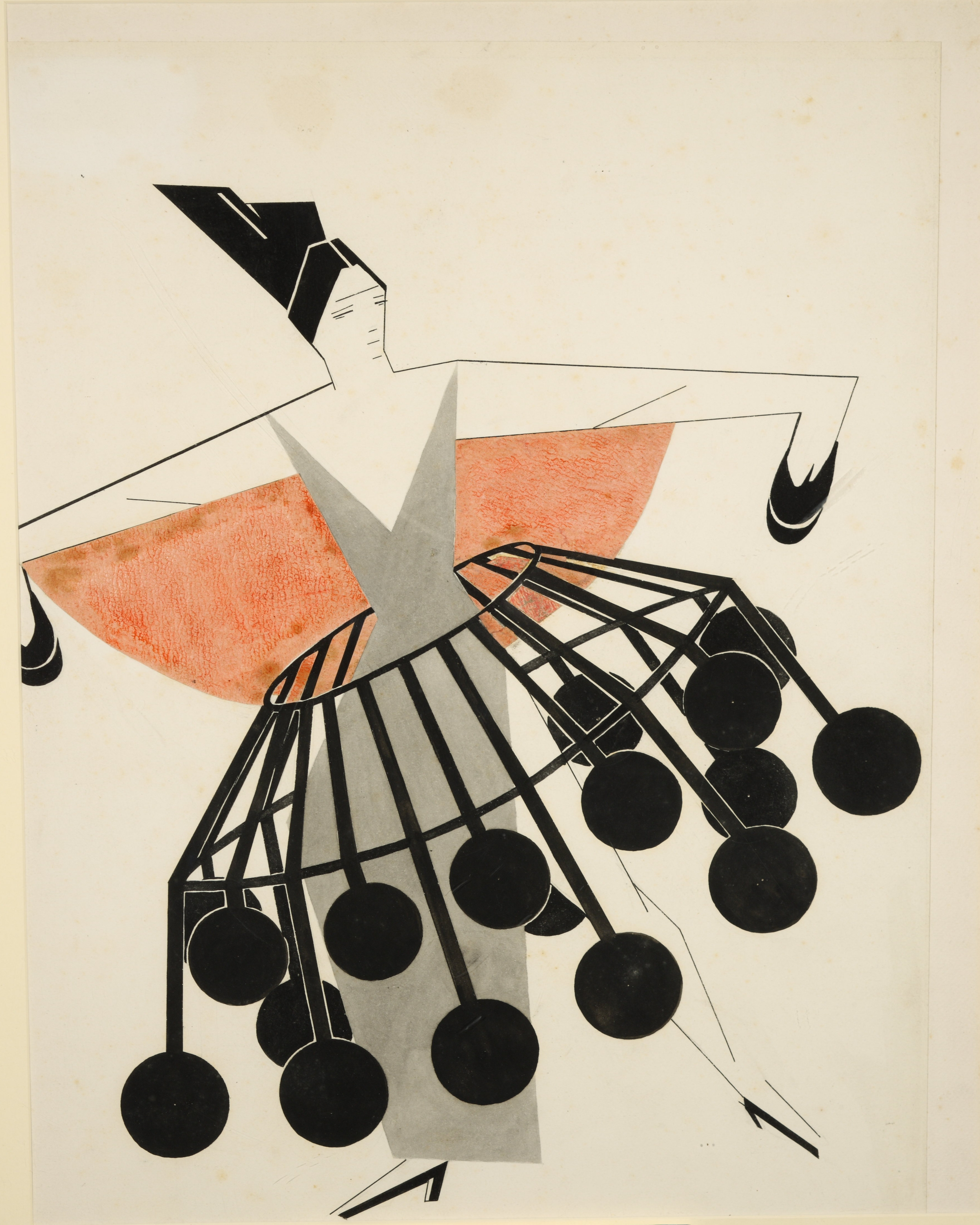
Kostümskizze Frau im Rock 1924
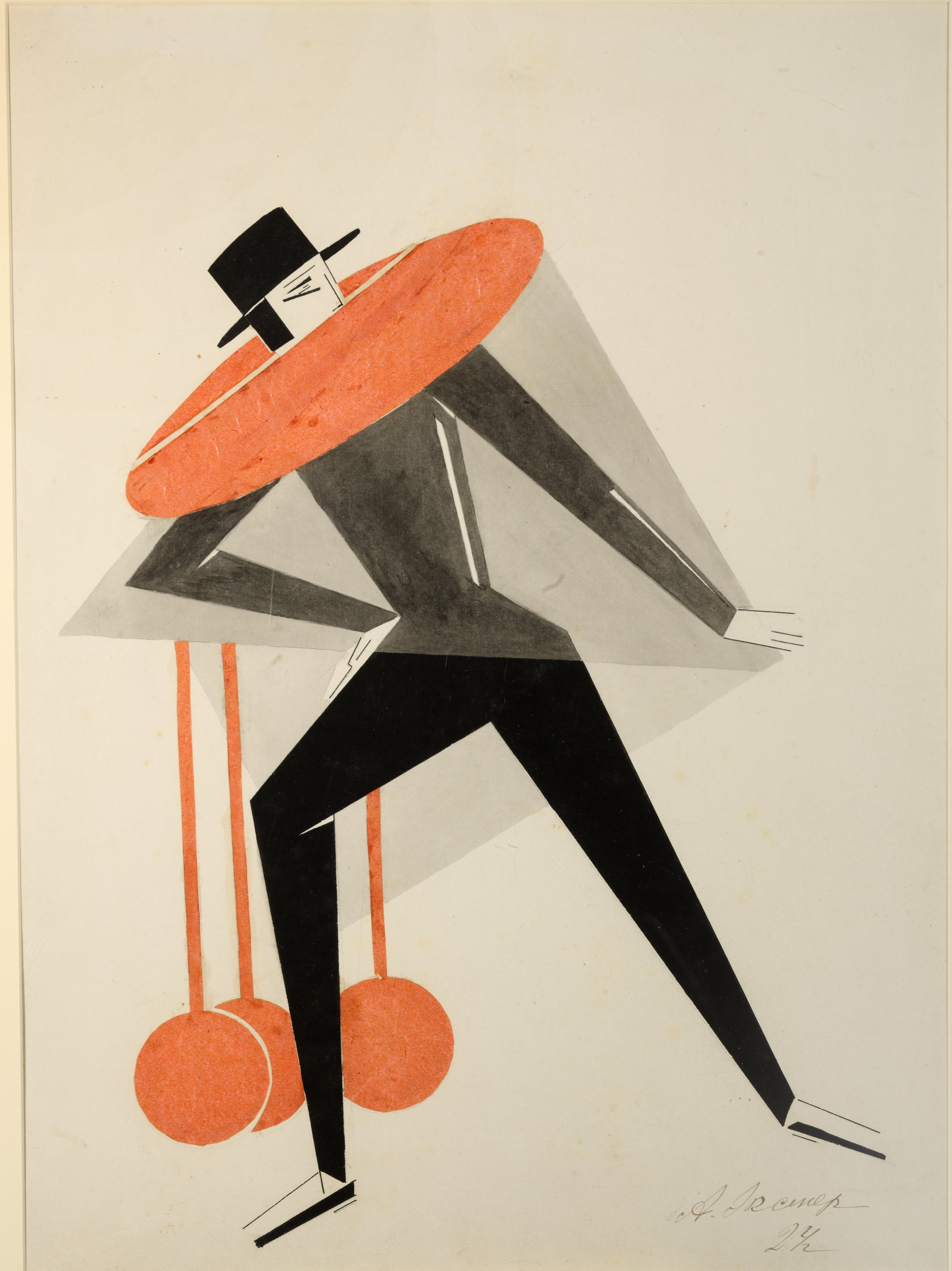
Kostümskizze Mann 1924
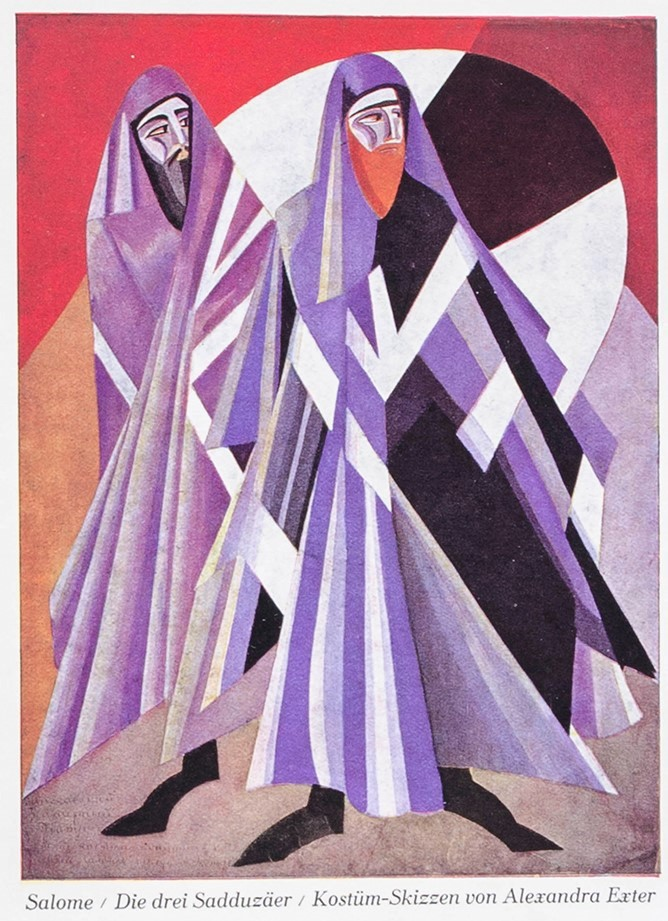
Kostümskizze  Salomé, Die drei Sadduzäer 1926

## Werke
- Komposition (Genua), 1912, Privatsammlung (wurde 1989 bei Sotheby’s für 1.373.790 US$ verkauft)[15]
- Kubo-futuristische Komposition (Hafen), 1912–1914, Öl auf Leinwand, 129 × 200 cm, Museum Ludwig, Köln
- Komposition (Genua), 1912–1914, Öl auf Leinwand, 115,5 × 86,5 cm, Museum Ludwig, Köln
- Farbdynamik, 1916–1917, Öl auf Leinwand, 89,5 × 54 cm, Museum Ludwig, Köln
- Konstruktivistisches Stillleben, 1917, Russisches Museum, St. Petersburg
- Konstruktion, 1922–1923, Museum of Modern Art, New York
- Stillleben mit Flasche und Glas, 1923, Sammlung Thyssen-Bornemisza, Lugano[16]